# 아우스트라 스쿠이테
아우스트라 스쿠이테(리투아니아어: Austra Skujytė, 1979년 8월 12일 ~ )는 리투아니아의 은퇴한 육상 선수이다.  2004년 하계 올림픽 7종경기에서 은메달, 2012년 하계 올림픽에서 7종경기 동메달을 획득했다. 
2005년 4월 15일에 미주리주 컬럼비아에서 8366점의 점수로 여자 10종경기 세계 기록을 세웠다. 리투아니아 육상 선수권 대회 포환던지기에서 8번 우승했으며, 리투아니아 선수권 대회 원반던지기와 100m 허들에서 2번 우승했고 멀리뛰기에서 3번 우승했다.
스쿠이테는 캔자스 주립 대학교를 졸업했고 NCAA 육상 선수권 대회에서 우승한 최초의 캔자스 대학 소속 여자 선수가 되었다. 2001년과 2002년 NCAA 선수권 대회 7종경기에서 우승했다. 2002년에는 NCAA 선수권 대회 포환던지기 종목에서 2위를 했다.